# Joseph McCarthy
Joseph Raymond „Joe” McCarthy (ur. 14 listopada 1908 w Grand Chute, zm. 2 maja 1957 w Bethesda) – amerykański polityk, senator z ramienia Partii Republikańskiej ze stanu Wisconsin (w latach 1947–1957).
Pochodził z ubogiej rodziny farmerów; był synem Irlandki Bridget Tierney pochodzącej z hrabstwa Tipperary i Amerykanina Tima McCarthy’ego, syna Irlandczyka i Niemki.
W wieku 14 lat, po ukończeniu ośmiu klas, porzucił naukę i założył kurzą fermę. W wieku 20 lat, po bankructwie fermy, zaczął pracę jako ekspedient w sklepie spożywczym. Wkrótce został kierownikiem. Rok później został przeniesiony do Manawy i tam powrócił do nauki; skończył najpierw szkołę średnią, a następnie (w 1935) Marquette University w Milwaukee. Zaraz po ukończeniu studiów prawniczych otworzył własną praktykę w Wupaca. Wkrótce został przyjęty do kancelarii prawniczej w Shawano, gdzie doszedł do stanowiska partnera.

## Jako sędzia
W 1937 r. po raz pierwszy startował do urzędu publicznego (bez sukcesu). McCarthy był nominowany przez Demokratów na stanowisko sędziego okręgowego w Shawano.
Dopiero w 1939 roku udało mu się zdobyć urząd sędziego okręgowego w dziesiątym okręgu sądowym obejmującym Langlade, Shawano i hrabstwa Outagamie. Wygrał z kandydatem, który piastował ten urząd przez poprzednie 24 lata i w wieku 30 lat został najmłodszym sędzią okręgowym w Wisconsin. Do startu w tej kampanii nominację otrzymał od Republikanów. W swojej karierze otrzymał naganę za „naruszenie powagi sądu” poprzez dopuszczenie do zniszczenia akt sprawy. W późniejszym czasie zarzucano mu również złamanie sędziowskich zasad etycznych, które zabraniają urzędującym sędziom obejmowania stanowisk niezwiązanych z sądownictwem.
W lipcu 1942 roku (zaraz po włączeniu się USA do II wojny światowej) zawiesił swą działalność sędziowską i zgłosił się do wojska. Otrzymał stopień porucznika i przydział do Marines do jednostek wywiadu. Stacjonował na Pacyfiku i służbę zakończył w randze kapitana. W czasie wojny wziął udział w 11 misjach bojowych (jako fotograf i jako strzelec pokładowy).

## Jako senator
Jeszcze w czasie służby wojskowej w 1944 roku startował do nominacji na senatora ze stanu Wisconsin z ramienia Partii Republikańskiej. Został pokonany przez wieloletniego kandydata Republikanów – Alexandra Wileya. W kwietniu 1945 natomiast został ponownie wybrany na sędziego okręgowego.
Podczas startu do wyborów do Senatu w 1946 roku nie dawano mu praktycznie szans. Najpierw musiał otrzymać nominację swojej partii i pokonać Roberta M. La Follette’a, syna wieloletniego republikańskiego senatora z Wisconsin „Fighting Bob” La Follette’a. Udało się to między innymi dlatego, że przeciwnik McCarthy’ego był przez kilka lat poza Partią Republikańską, przewodząc Partii Postępu. Zwycięstwo było minimalne i po nim przyszło łatwe zwycięstwo z kandydatem Demokratów. McCarthy mając 38 lat został najmłodszym senatorem kadencji.
Pierwsze lata swojej kadencji McCarthy spędził bez rozgłosu i zajmował się m.in. sprawami racjonowania cukru.
W 1949 jako młodszy rangą członek komisji senackiej usiłował wywrzeć nacisk na złagodzenie kary dla niemieckich zbrodniarzy wojennych z Waffen-SS, Joachima Peipera i jego żołnierzy z Kampfgruppe Peiper, skazanych za dokonanie masakry w Malmédy w 1944. W niepublikowanych wspomnieniach żona McCarthy’ego tłumaczy zaangażowanie w obronę esesmanów jego obawą, że „ten rodzaj «sprawiedliwości» mógłby zostać w przyszłości obrócony przeciwko nam”. Końcowy raport komisji oddalił oskarżenia ferowane przez prasę pod wpływem środowisk sprzyjających nazistom w Niemczech i USA i potwierdził słuszność wydanego wyroku wbrew wysiłkom McCarthy’ego, przychylając się jednak przy tym do antysemickich zarzutów o stronniczość wobec amerykańskich śledczych żydowskiego pochodzenia.
W tym czasie (koniec lat 40. XX wieku) Stany Zjednoczone żyły sprawą infiltracji swoich struktur państwowych przez radzieckich agentów. O działalność agenturalną podejrzewano również osoby sprzyjające Partii Komunistycznej USA. Senator McCarthy włączył się w działania mające na celu wykrycie agentów. Jako początek tej działalności uznawane jest wystąpienie, które odbyło się 9 lutego 1950 roku przed republikańską grupą kobiet w Wheeling (Wirginia Zachodnia).
Treść przemówienia ze względu na znikomą obecność mediów na takich spotkaniach nie jest znana. Przyjmuje się jednak, że to właśnie tam McCarthy przedstawił dokument mówiący o osobach w Departamencie Stanu, o których wiadomo iż były członkami Partii Komunistycznej, a które nadal mogły mieć wpływ na kształt polityki zagranicznej USA. Senator nawiązał do listu sekretarza stanu Jamesa F. Byrnesa adresowanego do kongresmena Adolpha Sabatha w 1946 roku. W liście tym Byrnes informował, że wewnętrzne śledztwa Departamentu Stanu wykazały, iż 284 osoby nie powinny pracować w Departamencie ze względu na powiązania z komunistami i inne przyczyny pozapolityczne. Jednak tylko 79 z tych osób zostało zwolnionych, pozostałe 205 pozostało na swoich stanowiskach. McCarthy w przemówieniu w Wheeling wspominał jedynie o 57 osobach jako o „komunistach”, liczba 205 odnosiła się do listy osób, które nie powinny pracować w Departamencie z innych niż lojalność powodów (alkoholizm, brak kompetencji).
W 1950 roku został członkiem (sekretarzem) kierowanej przez Demokratów senackiej komisji badającej działalność rządu oraz stałej podkomisji śledczej. Głównym celem tych ciał stało się badanie powiązań z komunistami osób zatrudnionych w urzędach państwowych.

## Makkartyzm
Joseph McCarthy przeszedł do historii jako inicjator kampanii oskarżeń o działalność komunistyczną znanych osób w kręgach władzy i w show-businessie w Stanach Zjednoczonych. On i jego ludzie oskarżani są o prowadzenie nagonki, rzucanie oskarżeń i pomówienia często niewinnych osób. W tym okresie w USA panowała powszechna obawa przed radziecką infiltracją. Umożliwiło to początkowo McCarthy’emu uzyskanie wpływowej pozycji.
Ta polityka zyskała od jego nazwiska miano makkartyzmu. Była ona realizowana od 1950 r. przez McCarthy’ego, który był przewodniczącym komisji śledczej w senackim komitecie ds. działalności rządu.
Telewizja CBS 9 marca 1954 r. wyemitowała odcinek serii pt. See It Now Edwarda R. Murrowa na temat działalności Komisji pod przewodnictwem McCarthy’ego. Reportaż zatytułowany „A Report on senator Joseph R. McCarthy” składał się głównie z fragmentów przemówienia McCarthy’ego. Jak przyznał po latach Murrow, program był celowym montażem wypowiedzi senatora tak, by przedstawić go w negatywnym świetle. Programy pojawiły się w schyłkowym okresie pracy komisji śledczej, w czasach gdy powoli, ze względu na coraz bardziej obsesyjne działanie (słynny rajd po amerykańskich bibliotekach w poszukiwaniu komunistycznych publikacji) oraz alkoholizm, zaczynał tracić poparcie nawet ze strony swoich republikańskich kolegów. Był także uzależniony od morfiny. 
Odsunięcie od władzy i pracy w komisji nastąpiło z powodu zatargu z armią amerykańską i wywiadem (CIA). W tych kręgach McCarthy zaczął samodzielne poszukiwanie osób związanych z komunistami bez opierania się na faktach.
Po odtajnieniu archiwów projektu Venona, KGB i Komunistycznej Partii Stanów Zjednoczonych w latach 90. XX wieku okazało się, że wpływy wywiadowcze ZSRR rzeczywiście sięgały najwyższego szczebla organów państwowych USA (w tym Departamentu Stanu Stanów Zjednoczonych i Projektu Manhattan), a pozyskani informatorzy rekrutowali się z KP USA. Historycy tacy jak Ann Coulter czy Arthur L. Herman, a także niektóre kręgi brytyjskie, uznali to za potwierdzenie słuszności działań McCarthy'ego. Ujawniona sytuacja odnosiła się jednak do okresu 1933–1945, a do czasu, gdy McCarthy rozpoczął swoją kampanię w 1950, siatka agentów radzieckich w USA rozpadła się pod wpływem doniesień o zbrodniach stalinizmu i kontrwywiadowczych operacji rządu amerykańskiego. McCarthy'emu nigdy nie udało się wykryć rzeczywistego komunistycznego szpiega, a jego oskarżenia przeciwko osobom takim jak Owen Lattimore czy Annie Lee Moss, w których upatrywał następców Algera Hissa czy Ethel i Juliusa Rosenbergów, były niesłuszne.

## Śmierć i pogrzeb
Najpóźniej w 1954 McCarthy zaczął cierpieć na chorobę alkoholową. Na początku 1956 dowiedział się, że został mu rok życia z powodu marskości wątroby, a pod koniec 1956 trafił po raz pierwszy do szpitala Marynarki Wojennej USA w Bethesda w stanie Maryland, mimo to nie przestał nadużywać alkoholu. W styczniu 1957 jego żona Jean namówiła go do adopcji pięciomiesięcznej dziewczynki za pośrednictwem katolickiej agencji New York Foundling przy wsparciu kardynała Francisa Spellmana; córka otrzymała imiona Tierney Elizabeth. Stracił oszczędności zainwestowane w firmę uranową przyjaciela, który zbiegł do Ameryki Południowej. Na dzień przed śmiercią wysłał podziękowanie senatorowi Prescottowi Bushowi za próbę odwiedzin. Zmarł w szpitalu 2 maja 1957, oficjalną przyczyną zgonu było ostre zapalenie wątroby. W jego pogrzebie na Wzgórzu Kapitolińskim w Waszyngtonie udział wzięli m.in. J. Edgar Hoover, Richard Nixon oraz najbliższy współpracownik McCarthy'ego w jego działalności antykomunistycznej, prawnik Roy Cohn (późniejszy mentor polityczny Donalda Trumpa).